# Erdeni Bumba
Erdeni Bumba (額爾德尼布木巴), känd som Borjigit, den avsatta kejsarinnan, född okänt år, död okänt år, var en kinesisk kejsarinna, gift med Shunzhi-kejsaren. Hon var Shunzhi-kejsarens första kejsarinna och Kinas första kejsarinna under manchudynastin.

## Biografi
Erdeni Bumba var en Khorchin-mongol ur klanen Borjigit, som sade sig härstamma från Djinghis Khans yngre bror Hasar. Hennes far Wukeshan (吳克善) var äldre bror till Shunzhi-kejsarens mor, änkejsarinnan Xiaozhuang. Hon valdes ut som brud till sin kusin kejsaren av sin faster kejsarmodern och kejsarens prinsregent Dorgon, och äktenskapet förverkligades då kejsaren myndigförklarades och påbörjade sin personliga regering år 1651.
Erdeni Bumba beskrivs som intelligent och vacker, men också som bortskämd, arrogant och extravagant. Äktenskapet var olyckligt och kejsaren insisterade på att hon skulle avlägsnas från sin ställning. Shunzhi sades avsky henne av oklara skäl och orsaken till hennes avsättning är inte känd, men år 1653 blev hon slutligen fråntagen sin titel och ställning som kejsarinna och gavs namnet "Gemål Jing" (靜妃).